# Елена Николай
Елена Николай е българска оперна певица (мецосопрано), работила главно в Италия. Определяна е като една от най-значимите оперни певици на ХХ век. Гласът ѝ е окачествяван като феноменален по мощ и обем, с неповторим тембър. Пее 17 сезона в Ла Скала, гостува и на други оперни и концертни сцени из цяла Италия. 

## Биография
Елена Николай е родена като Стоянка Савова Николова на 24 януари 1905 година в село Церово, Пазарджишко. През 1908 година баща ѝ умира, а майка ѝ Парашкева се опитва сама да отглежда двете си деца. Американски мисионери ѝ помагат да замине да учи със стипендия за медицинска сестра в Съединените щати, а през това време децата ѝ Стоянка и Никола са отглеждани от баба си и дядо си в Панагюрище. Чрез дядо си Стоянка е запленена от народните песни, а в градската протестантска църква особено ѝ се нравят изпълненията в съпровод с хармониум. Завръщайки се в България, майката се постарава да даде добро образование на децата си, изпращайки ги в Американския колеж в Самоков. Там гласовите данни на момичето са забелязани и тя е избрана за солистка на хора. Диригентът Гончаров твърдо заявява: „Стоянка има златно гърло! Тя трябва да учи пеене“.
След завършването на колежа Стоянка отива в София с желание да кандидатства в Музикалната академия. Започва да се подготвя при големия педагог и певец Иван Вулпе, който веднага оценява гласа ѝ. Според регламента обаче кандидатите трябва да могат да свирят на пиано; шестицата ѝ по пеене не може да компенсира двойката ѝ по пиано и тя не успява да влезе в консерваторията.
Заминава за Щатите при брат си, учещ там философия. Записва се студентка по същата специалност в гр. Оберлин, щата Охайо. Мисълта за музикално образование обаче не я напуска и тя започва и да работи, за да събере средства за учение в Италия. Мечтае да учи в Генуа, в консерваторията „Николо Паганини“, и през лятото на 1929 г. наистина успява да постигне желанието си. Методите на обучение обаче не ѝ допадат и още през септември се отправя към Милано, за да кандидатства в Миланската консерватория. Представя се на проф. Бартоли, известен педагог, който я прослушва и одобрява за подготовка. На изпитите през октомври една ария е достатъчна, за да убеди членовете на журито в способностите си. Проф. Винченцо Пинторно поема нейното обучение. Виждайки сериозни ѝ материални трудности, той я взема да живее в дома му и по-късно, през 1937 година, тя се жени за неговия внук д-р Андреа ди Маджо. Постепенно Стоянка става една от първите студентки и завършва академията с отличие.
През 1934 година започва да използва псевдонима Елена Николай и малко по-късно дебютира с ролята на Азучена в „Трубадур“ на Джузепе Верди в оперния театър на Сало. Само за няколко сезона става една от най-търсените мецосопранови певици, в продължение на две десетилетия от 1938 година е първо мецосопрано на миланската опера „Ла Скала“. През 1943 година, след началото на бомбардировките на Милано, се връща в София, но след края на войната отново работи в „Ла Скала“.
През 1963 г. по свое желание напуска Ла Скала и се премества в Рим. Продължава кариерата си в киното. В периода 1963 – 1968 г. се снима в седем филма, като първият филм, в който участва, е Il boom („Бумът“/„Възходът“) на режисьора Виторио Де Сика с участието на Алберто Сорди. Следващите са „Моята съпруга“, „Съблазнени и измамени“, „Латински любовници“, „Измяна в брака“, „Като ти казвам, че те обичам“ и „Нашите съпрузи“.
Елена Николай умира на 23 октомври 1993 г. в дома „Верди“ в Милано, построен от легендарния композитор за последно убежище на възрастните музиканти.

## Репертоар
През сезона 1934/1935 г. дебютира като Азучена в „Трубадур“ на Джузепе Верди в малкото италианско градче Сало. Един шанс ѝ дава заболяването на най-известното мецосопрано по онова време Педерцини – и Елена Николай вместо Сляпата, пее Лаура в „Джоконда“ от Амилкаре Понкиели в спектакъл, където блестят Бениамино Джили и Джина Чиня. Това става в Кремона – града на знаменитите майстори на цигулки Страдивариус, Амати, Гуарнери.
Важен за кариерата ѝ спектакъл е „Кавалерът на розата“, дирижиран в „Сан Карло“ в Неапол от автора Рихард Щраус. На репетиции прочутият композитор има някои забележки към певицата, но после е безкрайно доволен. След премиерата Елена Николай 22 сезона е желан гост в града под Везувий. Идва ред и на Ла Скала.
Постепенно българката се налага като най-добрата изпълнителка на Азучена, Амнерис, Адалджиза в „Норма“ (с Мария Калас в главната роля), Сантуца в „Селска чест“, Далила в „Самсон и Далила“ на Камий Сен-Санс. Пее блестящо и Верди, и веристите, и руски автори (Марфа в „Хованщина“), и трудния Вагнеров репертоар: тя е първата Брунхилда на италианска сцена след войната.

## Конкурс „Елена Николай“
През 2013 г. Община Панагюрище организира и провежда първия в България конкурс на името на оперната певица – Международен конкурс за млади оперни певци „Елена Николай“. Участват 41 млади оперни таланти на възраст до 33 години, като голямата награда печели Беса Лугичи от Косово.
Журито на първия Международен конкурс за млади оперни певци „Елена Николай“ е в състав: Христина Ангелакова, Дарина Такова, Калуди Калудов, Григор Паликаров и Бруна Балиони – почетен член на журито.
През 2014 г. се проведе отново Международен конкурс за млади оперни певци „Елена Николай“ в Панагюрище.